# Blaslay
Blaslay ist eine Ortschaft und eine ehemalige französische Gemeinde mit 539 Einwohnern (Stand: 1. Januar 2022) im Département Vienne in der Region Nouvelle-Aquitaine. Sie gehörte zum Arrondissement Poitiers und zum Kanton Migné-Auxances (bis 2015: Kanton Neuville-de-Poitou). Die Einwohner werden Blaslaysiens genannt.
Mit Wirkung vom 1. Januar 2017 wurden die früheren Gemeinden Vendeuvre-du-Poitou, Charrais, Cheneché und Blaslay zur Commune nouvelle Saint Martin la Pallu zusammengeschlossen und haben dort den Status einer Commune déléguée. Der Verwaltungssitz befindet sich im Ort Vendeuvre-du-Poitou.

## Geographie
Blaslay liegt etwa 18 Kilometer nordnordwestlich von Poitiers. Durch das ehemalige Gemeindegebiet fließt der Palu. Umgeben wurde die Gemeinde Blaslay von den Nachbargemeinden Thurageau im Norden, Cheneché im Osten, Chabournay im Südosten, Neuville-de-Poitou im Süden, Charrais im Südwesten, Champigny-le-Sec (heute: Champigny en Rochereau) im Westen, Amberre im Westen und Nordwesten sowie Varennes im Nordwesten.
Durch das ehemalige Gemeindegebiet führt die frühere Route nationale 747 (heutige D347).

## Bevölkerungsentwicklung
| Jahr                      | 1962 | 1968 | 1975 | 1982 | 1990 | 1999 | 2006 | 2012 |
| Einwohner                 | 403  | 398  | 377  | 377  | 403  | 452  | 500  | 561  |
| Quelle: Cassini und INSEE |      |      |      |      |      |      |      |      |

## Sehenswürdigkeiten
- Dolmen